# Гнуц
Гнуц (нем. Gnutz) — община в Германии, в земле Шлезвиг-Гольштейн.
Входит в состав района Рендсбург-Экернфёрде. Подчиняется управлению Норторфер Ланд. Население составляет 1184 человека (на 31 декабря 2010 года). Занимает площадь 22,93 км².